# Katz (cognome)
Katz è un cognome tedesco, uno dei più vecchi e diffusi tra gli ebrei askenaziti.
Benché il nome, nella lingua tedesca, faccia pensare ad un gatto (ted. Katze, nel parlato anche abbreviato in Katz'), esso deriva in realtà da una abbreviazione formata dalle iniziali del nome Kohen (sacerdote) Zedeq (giustizia) (כּ״ץ), ed è stato usato fin dal diciassettesimo secolo, e forse anche prima, come epiteto dei discendenti di Aronne.

## Persone
- David Katz, psicologo tedesco
- Erez Katz, cestista israeliano
- Otto Katz, scrittore austriaco